# Xylofagi

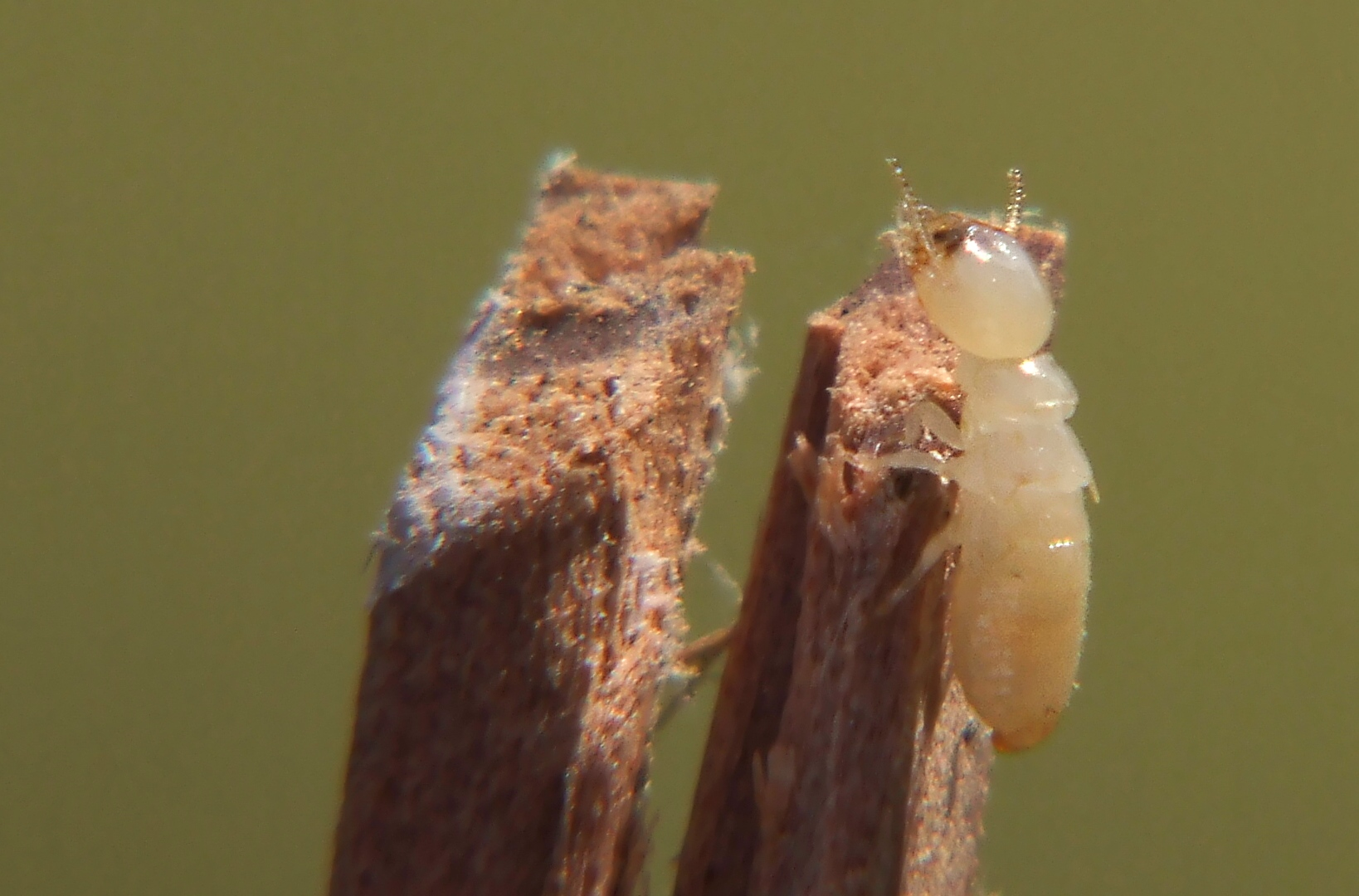
En termit.

Xylofagi, från grekiskans ξυλοφάγος (xulophagos), en sammanslagning av ξύλον (xulon) "trä" och φαγεῖν (phagein) "att äta", är en term som används inom ekologin för att beskriva en organism vars födointag huvudsakligen består av trä, i de flesta fall uteslutande av trä. De flesta xylofager är av gruppen leddjur.

## Exempel på träätande djur
- Barkborrar
- Borrgråsuggor
- Bävrar
- Panaque (mal)
- Skeppsmaskar (Teredo navalis)
- Termiter
- Trästeklar